# سید مصطفی مصطفایی
سرتیپ سید مصطفی مصطفایی(۱۳۰۶ کرمانشاه-) سومین فرمانده شهربانی پس از انقلاب بود. او بعد از سرتیپ ناصر مجللی به ریاست شهربانی منصوب شد.
او ابتدا سرپرستی پلیس تهران و سپس معاونت انتظامی شهربانی کل کشور بر عهده داشت و در تاریخ ۲۹/۳/۵۸ به ریاست شهربانی منصوب شد و تا ۲۸/۱۱/۱۳۵۸ در این سمت فعالیت کرد.
او دارای تحصیلات دانشگاهی در رشته حقوق قضایی بود.